# Мінол
Мінол (вимовляється майн-ол) — вибухова речовина військового призначення, розроблена Адміралтейством Британії на початку Другої світової війни, щоб зменшити витрату тринітротолуолу (тротилу) та гексогену, які були тоді в дефіциті.
Алюміній, що входить до складу мінола значно подовжує вибуховий імпульс, що робить його ідеальним для використання в підводній зброї (наприклад, в
морських мінах, для яких він був розроблений, а також
 глибинних бомбах та торпедах), де боєприпаси з тривалим вибуховим імпульсом більш руйнівні, ніж речовини з високою
бризантністю.
Мінол не може використовуватися в ствольній зброї (наприклад, в артилерійських снарядах), тому що є ризик детонації при прискоренні понад 250 g.
Як правило, використовувалися чотири різні формули мінола. Всі відсотки вказані за вагою:
- Мінол-1: 48 % тротилу, 42 % аміачної селітри і 10 % порошкоподібного алюмінію.
- Мінол-2: 40 % тротилу, 40 % аміачної селітри та 20 % порошкоподібного алюмінію.
- Мінол-3: 42 % тротилу, 38 % нітрату амонію та 20 % порошкоподібного алюмінію.
- Мінол-4: 40 % тротилу, 40 % аміачної селітри & нітрат калію (90/10), та 20 % порошкоподібного алюмінію.

З 1950-х років, міноли поступово були замінені на більш сучасні полімерні композиції, завдяки своїй підвищеній вибуховій потужності та стабільним характеристикам зберігання. В даний час мінол зустрічається в застарілих і не розірваних боєприпасах, випущених до 1960-х років.